# Тарайра
Тарайра (исп. Taraira) — муниципалитет и одноимённый посёлок на юго-востоке Колумбии, в составе департамента Ваупес.

## История
Посёлок был основан в 1985 году. Муниципалитет был выделен в отдельную административную единицу 27 ноября 1992 год.

## Географическое положение

Муниципалитет Тарайра

Посёлок расположен вблизи границы с Бразилией, на расстоянии приблизительно 210 километров к юго-юго-востоку (SSE) от города Миту, административного центра департамента. Абсолютная высота — 189 метров над уровнем моря.

Муниципалитет расположен в юго-восточной части департамента. Граничит на юге и западе с территорией департамента Амасонас, на северо-западе — с муниципалитетом Пакоа, на севере и востоке — с территорией Бразилии. Площадь муниципалитета составляет 6619 км².

## Население
По данным Национального административного департамента статистики Колумбии, численность населения муниципалитета в 2012 году составляла 1000 человек.
Динамика численности населения муниципалитета по годам:
| 2005 | 2006 | 2007 | 2008 | 2009 | 2010 | 2011 | 2012 |
| ---- | ---- | ---- | ---- | ---- | ---- | ---- | ---- |
| 1048 | 1042 | 1035 | 1029 | 1022 | 1015 | 1007 | 1000 |

Согласно данным переписи 2005 года мужчины составляли 55,5 % от населения Тарайры, женщины — соответственно 44,5 %. В расовом отношении индейцы составляли 81,3 % от населения муниципалитета; белые и метисы — 17,9 %; негры и мулаты — 0,8 %.
Уровень грамотности среди населения старше 15 лет составлял 72,1 %.